# EU-oplysningen
Le EU-oplysningen, en français centre d'information sur l'UE, dépend du Parlement danois (le Folketing) et a ouvert ses portes en 1994, il fournit des informations sur l'Union européenne (UE) et sur les rapports entre le Danemark et l'UE.
L'objectif du centre d'information est d'informer les citoyens danois sur l'Union, de diffuser des informations et de la documentation sur l'UE.
Le centre se veut politiquement neutre et fournit par conséquent des réponses factuelles à ceux qui le contactent. Les questions peuvent être posées par téléphone, par courriel, par courrier ou directement au centre.

## Sources

## Compléments